# Rollei A110
La Rollei A110 és una càmera en miniatura electrònica i automàtica que utilitza pel·lícula de 110mm. Quan va aparèixer al mercat es va anunciar com la càmera de butxaca més petita del món.

## Història
Després de gairebé deu anys del llançament de la Rollei-16, la qual utilitzava pel·lícula de 16 mm pròpia de la marca, Rollei va decidir abandonar el format i va encarregar al dissenyador Heinz Waaske crear l'A110, que ja utilitza el format 110 de Kodak, més popular a l'època.
El 1974, durant la fira Photokina a Colònia, Alemanya, es va presentar la Rollei A110, i va causar sensació, com que era més petita que les caixes en què es venien les pel·lícules.
A final de 1975, la càmera va sortir al mercat i ja es produïa en massa. Fer aquesta càmera en miniatura, que consta de 260 peces, va requerir molt de temps d'investigació. La càmera va entrar al mercat amb un preu de 548 marcs alemanys (± corregit per a inflació serian uns 809 euros a 2024), fins que el 1978 la producció es va traslladar de Braunschweig a Singapur, i el preu ja va baixar fins als 348 marcs (±500 euros de 2024). La càmera es va continuar produint a Singapur fins al 1981, any en què es va deixar de fabricar-lo.

## Funcionament
L'A110 té un disseny típic de càmera de pel·lícula 110. Quan està tancat, l'objectiu i el visor estan coberts per les dues parts exteriors del cos de la càmera. Es va construir principalment amb peces metàl·liques i de plàstic poliacetal en petites zones, una diferència amb les càmeres de butxaca convencionals. Aquesta tria de materials cars era necessària per assolir l'alt nivell de miniaturització i qualitat.
El control de l'exposició es fa a través d'un fotodíode de silici que té les seves pròpies fulles d'obertura, l'obertura de les quals varia com les de l'objectiu. Les dues obertures són impulsades pel mateix element mecànic. Entre l'obertura i el tancament de l'obturador, les fulles de l'òptica es mantenen en posició mitjançant un electroimant. Quan s'avança la pel·lícula (per fer-ho, cal tancar i obrir la càmera) es restableix l'obertura i l'obturador a les seves posicions originals.
El sensor de silici permet que la càmera reaccioni als canvis de llum durant l'exposició. Fins i tot pot reaccionar i tancar el segon obturador per tallar l'exposició del flaix. La Rollei A110 només funciona amb cubs de flaix disparats elèctricament que s'ajusten a un petit adaptador, el qual es connecta a l'extrem esquerre de la càmera.

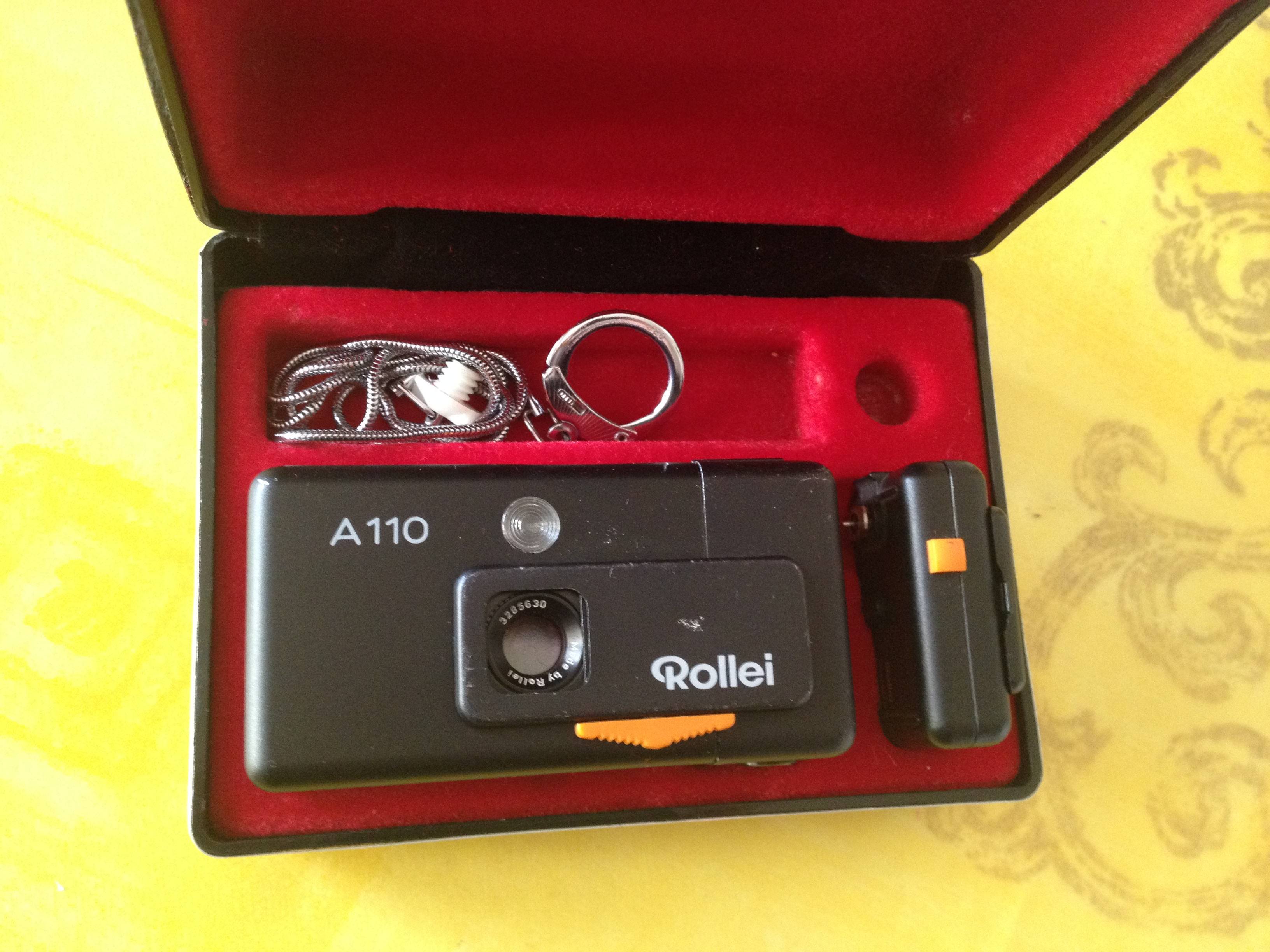
Lot de la Rollei A110 amb el flaix

Malgrat la curta distància focal, la lent enfoca des de l'infinit fins a un metre mitjançant la palanca d'enfocament de color taronja que es troba a la part frontal de la càmera. Al visor es mostra una escala de distància amb una combinació de xifres i símbols en metres i peus.
Aquest model pot utilitzar pel·lícula amb una sensibilitat des de 64 fins a 500 ASA, disparar amb un temps d'exposició de 4 fins a 1/400 segons i una obertura de diafragma de f/2.8 fins a f/16. Com la càmera només es pot usar en mode automàtic, una llum verda indica si hi ha prou llum disponible per disparar a mà i una llum verda intermitent indica que s'ha de col·locar en un trípode.

## E110
Aquesta, es va presentar el 1976 i només es va fabricar en color plata.
La principal diferència entre l'E110 i l'A110 és el sistema d'exposició simplificat. L'E110 és una càmera amb prioritat a l'obertura, la qual utilitza una fotocèl·lula de sulfur de cadmi, mentre que l'A110 és totalment automàtica i usa una fotocèl·lula de silici.
A l'E110, es pot establir l'obertura de la lent a f/2,8, 5,6 o 16 mitjançant una palanca taronja a la part superior de la càmera. A continuació, el sistema d'exposició de la càmera estableix la velocitat d'obturació. A l'A110 al ser automàtica no es pot canviar manualment l'obertura.

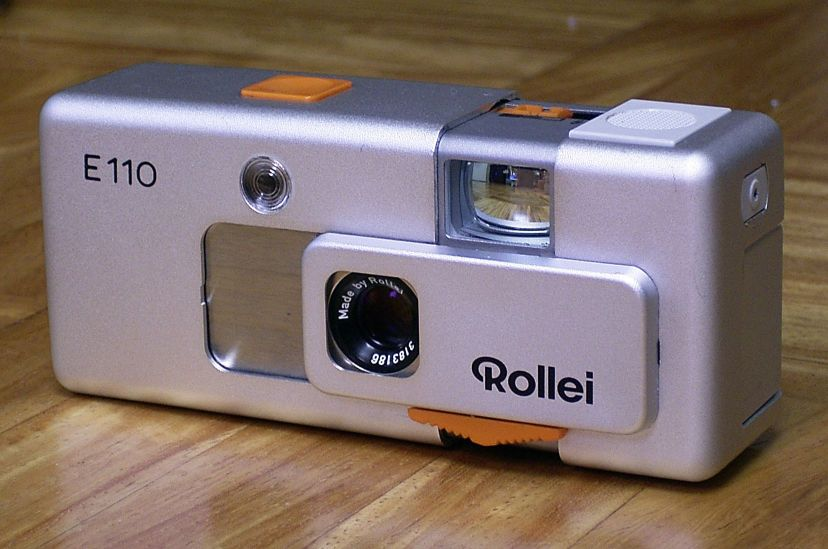
Rollei E110

Al comptador de fotogrames d'aquesta càmera, un senyal verd, mostra si l'exposició és correcte i l'estat de la bateria.

## Edicions especials
La càmera es va fabricar principalment en color negre, però hi va haver algunes versions amb colors diferents. Es va fer una edició pintada de daurat, que el 2020 tenia un valor d'uns 1500 dòlars.
Entre 1974 i 1980, Rollei va fabricar una edició especial limitada a cent seixanta càmeres A110 de quatre colors diferents per al fabricant d'automòbils Bitter. Les càmeres, destinades al models esportius Bitter Coupe, feien joc amb l'acabat exterior del cotxe.
També es va produir una edició a la qual s'incorporava el dibuix d'un àtom a la part frontal i que tenia acabats daurats. D'aquesta càmera, Otto Versand va vendre'n 5.000 unitats.

## Accessoris

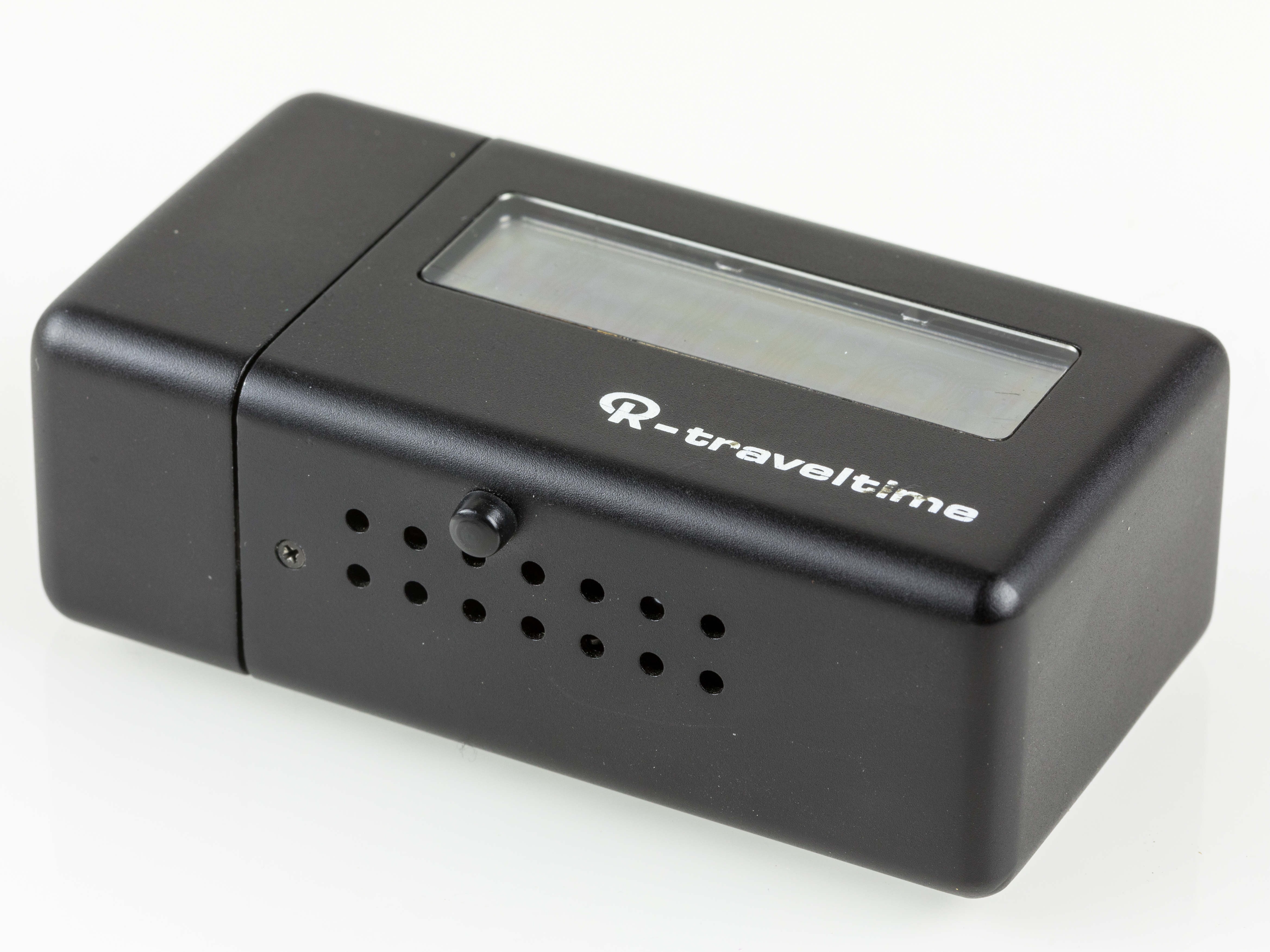
Despertador R-Traveltime

A part del flaix de Rollei, en forma de cub i que es dispara electrònicament, Rollei va crear un altre aparell que anava de conjunt amb la Rollei A110.
El 1978, Rollei va oferir un despertador de viatge amb el mateix acabat que l'A110. Com que el nom Rollei no està registrat com a empresa de rellotges, i per tal d'evitar problemes de confusió amb Rolex, el despertador es va anomenar R-Traveltime. S'alimenta amb dues piles AA i se'n van fabricar 11.000 unitats a Singapur.
Es va fer un lot especial el 1979 que incloïa el R-Traveltime, una Rollei A110 i els accessoris en una funda de cuir. El lot normal incloïa, l'A110, el flaix i els accesoris en una funda.